# Testpartikel
I teoretisk fysik är en testpartikel en idealiserad modell av ett objekt vars fysiska egenskaper (vanligtvis massa, laddning, volym) antas vara negligerbara förutom den egenskap som studeras, vilken ses som tillräckligt liten för att inte förändra hur resten av systemet beter sig. Konceptet med en testpartikel förenklar ofta problem och det kan användas för att ge en god approximation för fysikaliska fenomen. 

## Testpartiklar i plasmafysik och elektrodynamik
I simuleringar med elektromagnetiska fält är de viktigaste egenskaperna hos en testpartikel dess laddning och massa. Testpartikeln kallas i dessa situationer för testladdning.
Ett elektriskt fält definieras av {\displaystyle {\textbf {E}}=k{\frac {q}{r^{2}}}{\hat {r}}}. Multipliceras fältet med en testladdning {\displaystyle q_{\textrm {test}}} fås en elektrisk kraft som utövas av fältet på testpartikeln. Notera att både kraften och det elektriska fältet är vektorkvantiteter, så en positiv testladdning kommer att uppleva en kraft parallell med det elektriska fältet.
I ett magnetfält bestäms beteendet hos en testladdning av speciell relativitetsteori vilken kan beskrivas av Lorentzkraften. I detta fall avböjer en positiv testladdning medurs om den färdas vinkelrätt mot ett magnetfält pekandes mot dig och moturs om den färdas vinkelrätt mot ett magnetfält pekandes bort från dig.